# Kanonenfieber
Kanonenfieber ist eine Black-Metal-Band aus Bamberg.

## Geschichte
Kopf der Band und deren anfänglich einziges Mitglied ist „Noise“, ein Musiker aus Bamberg. Bei Live-Konzerten wird er von Gastmusikern begleitet und singt lediglich, während er im Studio auch alle Instrumente einspielt. Ausgangspunkt von Kanonenfieber ist der Austausch von „Noise“ mit einem befreundeten Barfußhistoriker, ein Album über den Ersten Weltkrieg zu verfassen, das inhaltlich auf Briefen und originalen Dokumenten aus dieser Zeit basiert. Die Gründung erfolgte 2020 und von September bis Ende November 2020 wurden die neun Stücke des Debütalbums Menschenmühle im Noisebringer Studio aufgenommen. Mix und Mastering nahmen weitere anderthalb Monate in Anspruch. Für die Aufnahmen war Noise alleine verantwortlich. Ende  September 2024 folgte Kanonenfiebers zweites Album Die Urkatastrophe. Es belegte den 3. Platz der Offiziellen Deutschen Albumcharts. Es folgte eine ausführliche Tour unter dem Titel Die Urkatastrophen Tour durch Europa im November und Dezember des gleichen Jahres. Das Konzert in Oberhausen wurde Live mitgehalten und am 25. April 2025 als Live in Oberhausen veröffentlicht. 

## Stil
Bei Metal.de wird der Stil des Debütalbums als „Black-/Death-Metal“ bezeichnet und bei Scheppercore als „Blackened Death Metal“. Jan Jaedike vom Rock Hard beschreibt den Sound als „epischen Death Metal“, andere Rezensenten finden „mittelschnellen, melodischen Black Metal“ bzw. „traditionelles Schwarzmetall, mit interessanten Einschüben“ passend. Stärker ausdifferenziert wird darauf hingewiesen, dass der Gesang und einige Riffs Anleihen beim Death Metal bis hin zum Doom Death nähmen und sich auch Anklänge hin zum Post-Rock wahrnehmen ließen.
Von der aufgebauten Stimmung komme die Band 1914 bzw. Bolt Thrower nah, heißt es bei Metal.de. An einer anderen Stelle wird Minenwerfer als Referenz genannt. Melodien und „handwerkliche Akribie“ erinnern Rock-Hard-Redakteur Jaedike an Heaven Shall Burn.

## Diskografie
Studioalben

| Jahr | Titel Musiklabel                                     | Höchstplatzierung, Gesamtwochen, AuszeichnungChartplatzierungen (Jahr, Titel, Musiklabel, Platzierungen, Wochen, Auszeichnungen, Anmerkungen) | Höchstplatzierung, Gesamtwochen, AuszeichnungChartplatzierungen (Jahr, Titel, Musiklabel, Platzierungen, Wochen, Auszeichnungen, Anmerkungen) | Höchstplatzierung, Gesamtwochen, AuszeichnungChartplatzierungen (Jahr, Titel, Musiklabel, Platzierungen, Wochen, Auszeichnungen, Anmerkungen) | Anmerkungen                              |
| Jahr | Titel Musiklabel                                     | DE | AT | CH | Anmerkungen                              |
| ---- | ---------------------------------------------------- | --- | --- | --- | ---------------------------------------- |
| 2021 | Menschenmühle Noisebringer Records, Avantgarde Music | — | — | — | Erstveröffentlichung: 20. Februar 2021   |
| 2024 | Die Urkatastrophe Century Media                      | DE3 (1 Wo.)DE | AT13 (1 Wo.)AT | CH59 (1 Wo.)CH | Erstveröffentlichung: 20. September 2024 |

Livealben

| Jahr | Titel Musiklabel                 | Höchstplatzierung, Gesamtwochen, AuszeichnungChartplatzierungen (Jahr, Titel, Musiklabel, Platzierungen, Wochen, Auszeichnungen, Anmerkungen) | Höchstplatzierung, Gesamtwochen, AuszeichnungChartplatzierungen (Jahr, Titel, Musiklabel, Platzierungen, Wochen, Auszeichnungen, Anmerkungen) | Höchstplatzierung, Gesamtwochen, AuszeichnungChartplatzierungen (Jahr, Titel, Musiklabel, Platzierungen, Wochen, Auszeichnungen, Anmerkungen) | Anmerkungen                          |
| Jahr | Titel Musiklabel                 | DE | AT | CH | Anmerkungen                          |
| ---- | -------------------------------- | --- | --- | --- | ------------------------------------ |
| 2025 | Live in Oberhausen Century Media | DE12 (1 Wo.)DE | — | — | Erstveröffentlichung: 25. April 2025 |

EPs
- 2022: Yankee Division (Noisebringer Records, Avantgarde Music)
- 2022: Der Füsilier (Noisebringer Records, Avantgarde Music)
- 2023: U-Bootsmann (Avantgarde Music)

Singles
- 2022: Stop the War (Noisebringer Records)